# Cirsotrema pumiceum
Cirsotrema pumiceum é uma espécie de molusco gastrópode marinho da família Epitoniidae, na ordem Caenogastropoda. Foi classificada por G. B. Brocchi como um fóssil, em 1814, e descrita originalmente como Turbo pumiceus, na obra Conchiologia fossile subapennina con osservazioni geologiche sugli Apennini e sul suolo adiacente. Milano. Vol. 1: i-lxxx, 1-56, 1-240; vol. 2: 241-712, 16 pls.

## Descrição da concha e hábitos
Possui uma concha turriforme de branca a cinzenta ou amarelada, de abertura circular e sem canal sifonal, com relevo dotado de pequenas perfurações e varizes em sua espiral, atingindo até os 4 centímetros de comprimento; cujo habitat é a zona entremarés e zona nerítica, se alimentando de anêmonas-do-mar.

## Distribuição geográfica
Esta espécie está distribuída nas áreas de clima tropical e clima subtropical do oceano Atlântico, também presente no território português, incluindo a zona económica exclusiva, mas também emː

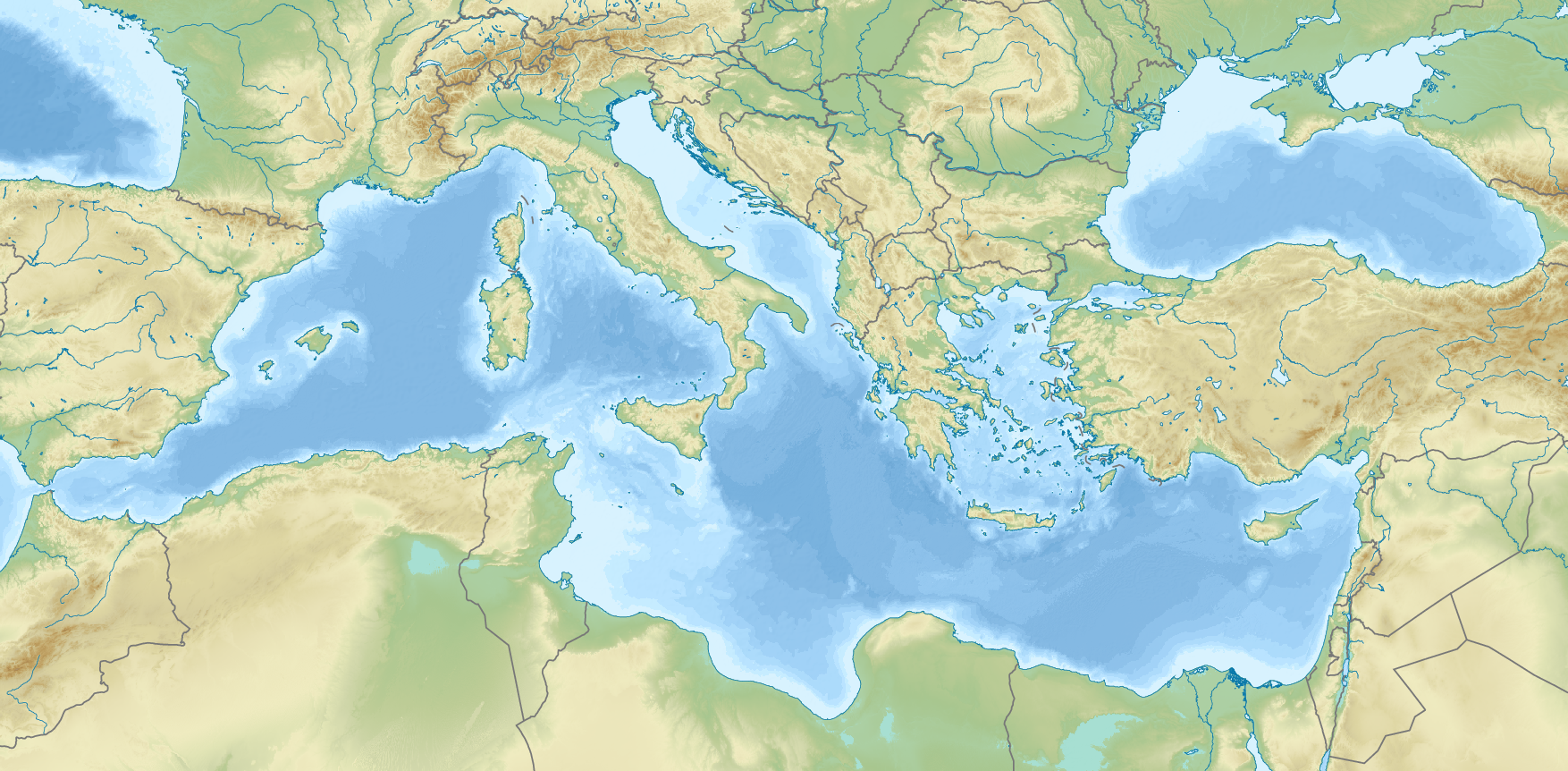
O mar Mediterrâneo é um dos habitats da espécie C. pumiceum.

- Açores[3]
- Angola[4]
- Madeira[3]
- Cabo Verde[4]
- Canárias
- Grécia[4]
- Mar Cantábrico[3]
- Mar Mediterrâneo[4]
- Norte do Atlântico[4]

- O mar Mediterrâneo é um dos habitats da espécie C. pumiceum.[4]